# Гетто в Радоме
Гетто в Радоме — еврейское гетто в Радоме, созданное нацистами в период оккупации территории Польши во время Второй мировой войны.
Гетто было создано с целью изоляции, эксплуатации и последующего уничтожения польских евреев в марте 1941 года. Ликвидация гетто началось в августе 1942 года и закончилось в июле 1944 года. Примерно 30 000-32 000 человек были отправлены в вагонах для скота в лагерь смерти Треблинка.

## Создание гетто
В сентябре 1939 года войска Германии оккупировали Польшу. Акты преследования и насилия в отношении евреев начались сразу же после занятия немцами города. Молодых мужчин отправляли на принудительные работы. В марте 1941 года евреев согнали в специально организованное гетто. В нём жило 35 тысяч человек.

## Условия жизни
Условия проживания в гетто были крайне тяжелыми, люди жили очень скученно, в одной комнате — до 15 человек.
Немцы ввели для узников гетто в возрасте от 14 до 60 лет принудительный труд, который оплачивался крайне низко или не оплачивался вовсе. Также немцы систематически терроризировали узников — от грабежей до убийств.

## Уничтожение узников
15 августа 1942 года в радомское гетто вошли немецкие войска. Акция по вывозу в лагерь уничтожения продолжалась 4 дня, в гетто осталось 10 тысяч человек. В ноябре 1942 часть евреев были отправлены в концлагерь Шидловиц. Оставшихся в живых заключённых в январе 1943 года немцы увезли в лагерь уничтожения Треблинка.
Весной 1943 года оберштурмфюрер Шиперс, унтерштурмфюрер Шейгл и унтерштурмфюрер Каппке объявили узникам гетто, что их освобождают и высылают в Палестину. Однако вместо Палестины 150 евреев увезли в концлагерь Шидловиц и там расстреляли. В ноябре 1943 года остатки гетто Радома были уничтожены. Немногочисленные оставшиеся в живых были заключены в новый концлагерь, который стал подразделением лагеря уничтожения Освенцим.

## Известные узники
- Тувья Фридман